# Фторид ртути(I)
Фтори́д дирту́ти(2+) , также дифторид диртути, фторид ртути(I) — неорганическое вещество с формулой {\displaystyle {\mathsf {Hg_{2}F_{2}}}}, соединение ртути и фтора. Относится к классу бинарных соединений, может рассматриваться как димер соли одновалентной ртути и фтороводородной кислоты. Кристаллическое вещество светло-жёлтого цвета.

## Физические свойства
Фторид ртути(I) при нормальных условиях — твёрдое вещество светло-жёлтого цвета малорастворимое в воде (несколько лучше, чем {\displaystyle {\mathsf {Hg_{2}Cl_{2}}}}). Плавится без разложения при 570 °C. Не образует кристаллогидратов. Имеет тетрагональную сингонию кристаллической решётки.

## Химические свойства
Фторид ртути(I) легко подвергается дисмутации с образованием металлической ртути и соединений ртути(II) в различных условиях:
- на свету (медленно)

{\displaystyle {\mathsf {Hg_{2}F_{2}\longrightarrow HgF_{2}+\ Hg}}}
- в горячей воде

{\displaystyle {\mathsf {Hg_{2}F_{2}+\ H_{2}O\longrightarrow HgO\downarrow +\ Hg\downarrow +\ 2HF\uparrow }}}
- в разбавленной соляной кислоте

{\displaystyle {\mathsf {Hg_{2}F_{2}+\ 2HCl\longrightarrow HgCl_{2}+\ Hg\downarrow +\ 2HF\uparrow }}}
- в концентрированной щёлочи

{\displaystyle {\mathsf {Hg_{2}F_{2}+\ 2NaOH\longrightarrow HgO\downarrow +\ Hg\downarrow +\ 2NaF+\ H_{2}O}}}
- в растворе аммиака

{\displaystyle {\mathsf {Hg_{2}F_{2}+\ 2(NH_{3}\cdot H_{2}O)\longrightarrow [Hg(NH_{2})F]\downarrow +\ Hg\downarrow +\ NH_{4}F+\ 2H_{2}O}}}
Фторид диртути(2+) может быть полностью окислен до соединений ртути(II) различными сильными окислителями, например:
- концентрированной серной кислотой

{\displaystyle {\mathsf {Hg_{2}F_{2}+\ 3H_{2}SO_{4}\longrightarrow 2HgSO_{4}+\ SO_{2}\uparrow +\ 2HF\uparrow +\ 2H_{2}O}}}
- газообразным хлором

{\displaystyle {\mathsf {Hg_{2}F_{2}+\ Cl_{2}\ {\xrightarrow {275^{\circ }C}}\ HgF_{2}+\ HgCl_{2}}}}
- фторидом нитрозила

{\displaystyle {\mathsf {Hg_{2}F_{2}+\ 2(NO)F\ {\xrightarrow {200^{\circ }C}}\ 2HgF_{2}+\ 2NO}}}

## Получение
Фторид ртути(I) может быть получен путём реакций ионного обмена, например осаждением фторидом калия из раствора нитрата диртути(2+) в разбавленной азотной кислоте:
{\displaystyle {\mathsf {Hg_{2}(NO_{3})_{2}+\ 2KF\longrightarrow Hg_{2}F_{2}\downarrow +\ 2KNO_{3}}}}

## Применение
Фторид ртути(I) находит применение при изготовлении электродов сравнения.

## Токсичность
Фторид ртути(I) является токсичным веществом. В больших концентрациях оказывает раздражающее действие на кожу, глаза, органы дыхания. При попадании внутрь организма в чистом виде фторид диртути(2+) главным образом поражает почки и органы желудочно-кишечного тракта.
Является очень токсичным для водных организмов. Может оказывать долговременное вредное воздействие на водную среду.
ПДК в пересчёте на ртуть составляет: в воздухе рабочей зоны 0,2 мг/м³; в атмосферном воздухе 0,0003 мг/м³; в воде водоёмов 0,001 мг/л.
Фторид диртути(2+) принадлежит ко 2-му классу опасности в соответствии с [ГОСТ 12.1.007-76. Имелись также данные, что у данного вещества может быть и ПДК в рабочей зоне 0,5 мг/м³ (по фтороводороду).